# Boussac (entreprise)
Pour les articles homonymes, voir Boussac et BSF.
Boussac, devenue vers la fin de son existence Boussac Saint-Frères ou BSF, était une entreprise française, spécialisée dans le textile, dont l'origine remonte à 1911, date de la création du Comptoir de l'industrie cotonnière (ou CIC) par Marcel Boussac.

## Historique

### Origines
Marcel Boussac anticipait fortement les événements : ainsi, sentant venir la guerre et pressentant de grandes difficultés ferroviaires et pétrolières, il équipera préventivement sa société de péniches. Boussac se développa au cours du XXe siècle jusqu'à devenir un groupe détenteur de participations dans de nombreuses sociétés, parmi lesquelles des entreprises de textiles (Société Saint Frères), mais aussi la maison de couture Christian Dior ainsi que les Parfums Christian Dior et le journal L'Aurore. 

### 1978: difficultés financières et rachat par le groupe Agache-Willot
La famille Boussac sembla relâcher un peu sa garde à la suite de ces succès, et dès 1962 Marcel Boussac est informé des difficultés financières de l'entreprise qui seront croissantes dans les années suivantes.  
Ne sachant réagir aux évolutions du marché du textile, les vingt-et-une principales sociétés du groupe Boussac sont mises en règlement judiciaire le 30 mai 1978.  
Le 18 août 1978 le tribunal de commerce de Paris retient l'offre de rachat présentée par Saint Frères, filiale du groupe Agache-Willot, qui acquiert Boussac pour 700 millions de francs. Mais Boussac-Saint-Frères, à la tête de marques très diversifiées telles que les couche-culottes Peaudouce ou Conforama, continue à être déficitaire (il perd 100 millions de francs de trésorerie par an) et doit déposer le bilan le 26 juin 1981. 

### 1981: rachat d'Agache-Willot par Bernard Arnault
Trois ans plus tard, Bernard Arnault, revenu des États-Unis où il s'occupait de Férinel Inc., décide de racheter la holding Agache-Willot et ses participations. Il n'est pas seul sur l'affaire : Tapie, Bidermann, Prouvost ou Alain Chevalier, patron de Moët Hennessy, qui a déjà dans son portefeuille les Parfums Christian Dior, sont en lice.
Mais avec le concours de l'État et du gouvernement Fabius qui apporte 745 millions de francs, Bernard Arnault est finalement favori sous la condition d'avoir 400 millions de francs, qu'il ne possède pas (il ne peut engager la fortune familiale qui s'élève à 90 millions de francs) et qu'il va réunir grâce à un tour de table monté par Antoine Bernheim avec la Banque Lazard principalement, la Banque Worms ou encore Total et Elf Aquitaine, qui à eux tous amènent plus des trois quarts de la somme. Quelque temps plus tard, il s’endette de 400 millions auprès du Crédit lyonnais, alors banque publique, et rachète en toute discrétion les parts des frères Willot, devenant ainsi nettement majoritaire au sein de Boussac-Saint-Frères au détriment de ses partenaires financiers. Entre-temps, l'État s'engage à effacer les dettes de Boussac-Saint-Frères dans certaines banques et à apporter maintes subventions.
Une seconde condition du rachat est de garder l'intégralité du groupe Boussac-Saint-Frères, biens et personnels compris. Bernard Arnault affirme que « toute cession d’activité au sein du groupe Boussac aura un caractère exceptionnel ». 

### 1985: démantèlement du groupe
Le 20 décembre 1984, Bernard Arnault est nommé administrateur directeur général de la Compagnie Boussac Saint-Frères mais il ne va conserver essentiellement que Christian Dior Couture et le magasin Le Bon Marché, revendant les activités qui ne l'intéressent pas (textile, tissage, papier) et Conforama à son rival PPR. 
À la suite de diverses péripéties, les quelques marques restantes, à l'exception notable de Christian Dior Couture, sont finalement regroupées avec d'autres afin d'être liées au groupe LVMH - Moët Hennessy Louis Vuitton fondé en 1987. Prouvost SA reprend les activités textiles du groupe en 1988.